# Herbert Olivecrona
Axel Herbert Olivecrona, född 11 juli 1891 i Visby, död 15 januari 1980 i Oscars församling i Stockholm, var en svensk kirurg och idrottsman.

## Biografi
Olivecrona var en internationellt känd hjärnkirurg och var professor i neurokirurgi vid Karolinska institutet åren 1935-1960. Han var verksam vid Serafimerlasarettets neurologiska klinik. Han hade även ett förflutet som bandyspelare.
Olivecrona räknas internationellt som en av hjärnkirurgins fäder. Han gjorde särskilt stora insatser för att utveckla den kirurgiska behandlingen av hjärntumörer och kärlmissbildningar i hjärnan. 
Om honom och också om tiden ger den berömde ungerske författaren och humoristen Frigyes Karinthy en fin skildring. Hans hjärntumör opererades av professor Herbert Olivecrona i Stockholm den 5 maj 1936. Karinthy skrev en bok om hela sin sjukdom i en mycket elegant, ibland rolig stil, och den finns även på svenska med titeln En resa runt min hjässa. Tack vare den lyckade operationen betraktades Olivecrona som en hjälte i Ungern ända till sin död, och han besökte landet flera gånger. Ännu på 1970-talet blev han intervjuad om denna operation. Minnet av ingreppet hedras sedan 2009 med en minnestavla i Stockholm.
Olivecrona invaldes 1955 som ledamot av Kungliga Vetenskapsakademien. Han är begravd på Norra begravningsplatsen.

### Familj
Herbert Olivecrona tillhörde ätten Olivecrona. Han var son till häradshövdingen Axel Olivecrona och grevinnan Ebba Christina Mörner af Morlanda. Han var bror till professorn i juridik Karl Olivecrona. Herbert Olivecrona var mellan 1921 och 1942 gift med Ragnhild Olivecrona fd. Hirsch (1886–1974). De fick tillsammans fyra barn, däribland journalisten och författaren Gustaf Olivecrona. Han var från 1942 gift med Ulla Löfberg.